# Cap-Santé
Cap-Santé är en stad (kommun av typen ville) i provinsen Québec i Kanada. Den ligger i regionen Capitale-Nationale, några mil väster om staden Québec. Staden ligger på norra sidan av Saint Lawrencefloden just väster om Rivière Jacques-Cartiers mynning.